# Tuffi ai Giochi della XVII Olimpiade - Piattaforma 10 metri femminile
Il concorso dei tuffi dalla piattaforma 10 metri femminile dei Giochi olimpici di Roma 1960 si svolse il 29 e 30 agosto. Le atlete iscritte furono 19, quelle partecipanti 18, provenienti da 12 distinte nazioni.
La tedesca Ingrid Krämer bissò l'oro conquistato nel trampolino e diventò la prima atleta non statunitense a cogliere il titolo olimpico nella piattaforma.

## Calendario
| Data      | Ora   | Turno       |
| --------- | ----- | ----------- |
| 29 agosto | 08:30 | Preliminari |
| 30 agosto | 15:50 | Finale      |

## Risultati

### Preliminari
4 tuffi, le migliori 12 in finale
| Pos. | Atleta               | Nazione                   | Tuffi | Tuffi | Tuffi | Tuffi | Totale |
| Pos. | Atleta               | 1º                        | 2º    | 3º    | 4º    |       | Totale |
| ---- | -------------------- | ------------------------- | ----- | ----- | ----- | ----- | ------ |
| 1    | Ingrid Krämer        | Squadra Unificata Tedesca | 13,68 | 12,24 | 12,96 | 17,42 | 56,30  |
| 2    | Paula Myers-Pope     | Stati Uniti               | 10,92 | 12,06 | 16,10 | 15,62 | 54,70  |
| 3    | Ninel' Krutova       | Unione Sovietica          | 12,96 | 12,42 | 12,60 | 15,40 | 53,38  |
| 4    | Birte Christoffersen | Svezia                    | 13,68 | 13,68 | 10,26 | 15,41 | 53,03  |
| 5    | Phyllis Ann Long     | Gran Bretagna             | 12,24 | 10,88 | 13,40 | 15,60 | 52,12  |
| 6    | Juno Stover          | Stati Uniti               | 12,24 | 11,34 | 13,14 | 15,18 | 51,90  |
| 7    | Norma Thomas         | Gran Bretagna             | 10,24 | 15,41 | 8,96  | 17,16 | 51,77  |
| 8    | Raïsa Horokhovska    | Unione Sovietica          | 12,42 | 12,96 | 12,73 | 13,42 | 51,53  |
| 9    | Irene MacDonald      | Canada                    | 9,38  | 9,54  | 16,79 | 15,60 | 51,31  |
| 10   | Kumiko Watanabe      | Giappone                  | 12,78 | 11,52 | 11,78 | 14,96 | 51,04  |
| 11   | Kanoko Tsutani       | Giappone                  | 9,76  | 13,68 | 12,06 | 14,26 | 49,76  |
| 12   | Nicole Péllissard    | Francia                   | 11,70 | 12,54 | 12,24 | 13,20 | 49,68  |
| 13   | María Teresa Adames  | Messico                   | 9,60  | 11,88 | 12,98 | 15,08 | 49,54  |
| 14   | Hanna Laursen        | Danimarca                 | 12,06 | 11,52 | 13,11 | 12,20 | 48,89  |
| 15   | Gabriele Schöpe      | Squadra Unificata Tedesca | 13,11 | 12,96 | 12,42 | 10,32 | 48,81  |
| 16   | Bende Velin          | Danimarca                 | 11,20 | 12,35 | 11,16 | 13,64 | 48,35  |
| 17   | Laura Conter         | Italia                    | 11,34 | 12,24 | 12,73 | 9,24  | 45,55  |
| 18   | Susan Knight         | Australia                 | 10,80 | 11,52 | 8,17  | 12,54 | 43,03  |
| -    | Cristina Hardekopf   | Argentina                 | NP    |       |       |       |        |

### Finale
Alle note dei 2 tuffi si aggiungeva il punteggio ottenuto nel preliminare.
| Pos.    | Atleta               | Nazione                   | Prelim. | Tuffi | Tuffi | Totale |
| Pos.    | Atleta               | Nazione                   | Prelim. | 1º    | 2º    | Totale |
| ------- | -------------------- | ------------------------- | ------- | ----- | ----- | ------ |
| Oro     | Ingrid Krämer        | Squadra Unificata Tedesca | 56,30   | 16,50 | 18,48 | 91,28  |
| Argento | Paula Myers-Pope     | Stati Uniti               | 54,70   | 17,68 | 16,56 | 88,94  |
| Bronzo  | Ninel' Krutova       | Unione Sovietica          | 53,38   | 16,33 | 17,28 | 86,99  |
| 4       | Juno Stover          | Stati Uniti               | 51,90   | 15,36 | 16,33 | 83,59  |
| 5       | Raïsa Horokhovska    | Unione Sovietica          | 51,53   | 16,32 | 15,18 | 83,03  |
| 6       | Norma Thomas         | Gran Bretagna             | 51,77   | 13,64 | 16,80 | 82,21  |
| 7       | Nicole Péllissard    | Francia                   | 49,68   | 16,80 | 14,70 | 81,18  |
| 8       | Phyllis Ann Long     | Gran Bretagna             | 52,12   | 14,60 | 14,26 | 80,98  |
| 9       | Irene MacDonald      | Canada                    | 51,31   | 14,30 | 14,88 | 80,49  |
| 10      | Kumiko Watanabe      | Giappone                  | 51,04   | 13,44 | 15,12 | 79,60  |
| 11      | Kanoko Tsutani       | Giappone                  | 49,76   | 14,72 | 13,42 | 77,90  |
| 12      | Birte Christoffersen | Svezia                    | 53,03   | 13,80 | 10,60 | 77,43  |